# ای‌سی‌ام ایر چارتر
ای‌سی‌ام ایر چارتر (به انگلیسی: ACM Air Charter) یک شرکت هواپیمایی است که در تاریخ ۱۹۹۲ میلادی تأسیس شده‌است. دفتر مرکزی ای‌سی‌ام ایر چارتر در فرودگاه کارلسروهه/بادن-بادن واقع شده‌است.